# Торкановский, Виктор Семёнович
Виктор Семёнович Торкановский (28 марта 1921 — Воронеж, РСФСР, СССР — 25 декабря 2015 Санкт-Петербург, Россия) — советский и российский экономист, доктор экономических наук, профессор. Участник Великой Отечественной войны. Заслуженный учитель Российской Федерации.

## Биография
Родился 28 марта 1921 года в Воронеже в семье военного врача. В 1938 году учился на историческом факультете Ленинградского университета (ныне Институт истории СПбГУ), организатором которого был А. А. Вознесенский.  С 1941 года - в рядах РККА. Служил бойцом истребительного батальона НКВД. Участник битвы за Ленинград. Эвакуирован вместе с матерью в Душанбе, так как заболел дистрофией. После поправки летом 1942 года был призван в армию, учился в полковой школе 228-го запасного полка Сталинградского фронта, артиллеристом участвовал в обороне Сталинграда. Служил в 228-й армии. Воевал в Старом Петергофе в 239-м истребительном батальоне. Был награждён орденом Отечественной войны, медалями «За оборону Ленинграда», «За оборону Сталинграда» и «За победу над Германией в Великой Отечественной войне 1941—1945 гг.».
В 1946 году окончил университет и стал преподавателем кафедры политэкономии. Работал на кафедре ассистентом профессора А. А. Вознесенского. В 1948 году работники кафедры, в том числе и  Торкановский, подверглись репрессиям, были арестованы многие преподаватели и студенты, руководитель кафедры Вознесенский был арестован и в 1950 году расстрелян. После смерти Сталина, в 1954 году, защитил кандидатскую диссертацию. В 1955 году был реабилитирован, вернулся к научной деятельности, начав работу в Ленинградском финансово-экономическом институте (ныне Санкт-Петербургский государственный экономический университет). В 1968 году защитил докторскую диссертацию «Новые явления в развитии монополистического капитализма». Умер 25 декабря 2015 года.

## Научная деятельность
Автор 150 научных работ и методических материалов, 12 монографий и учебников. Исследовал вопросы в области финансов и финансовых рынков, новые явления в экономике современного капитализма.
Фундаментальные труды по общей экономической теории, фондовым рынкам и ценным бумагам снискали ему известность в стране и ближнем зарубежье.
За годы работы в университете под его научным руководством сложилась и успешно развивалась научная школа.
Он разработал концепцию создания Санкт-Петербургской фондовой биржи, был избран заместителем председателя её наблюдательного совета.
В 1994 году под его руководством подготовлен первый в истории России системный учебник по фондовому рынку – «Рынок ценных бумаг и его финансовые институты».
Занимался исследованиями проблем электронных денег и созданных на их основе платежных систем.

## Награды
- Медаль «За оборону Ленинграда»;
- Медаль «За оборону Сталинграда»;
- Медаль «За победу над Германией в Великой Отечественной войне 1941—1945 гг.»;
- Заслуженный учитель Российской Федерации;
- Орден Отечественной войны;
- Заслуженный работник высшей школы.

## Основные работы
Книги
- Торкановский В. С. Свидетельства о Ленинградской блокаде // Хрестоматия Свидетельства о Ленинградской блокаде. Хрестоматия. / сост. Барскова П.. — М.: Издательский проект «А и Б», 2017.

Пособия
- Торкановский В. С., Колесников В. И, Никифорова В. Д. и др. Финансы и статистика. — 2001. — Т. М.. — 304 с.
- Торкановский В. С., Тарасевич Л. С., Бобович И. М. и др. Политическая экономика современного капитализма: учебное пособие. — Санкт-петербургский университет экономики и финансов, 1993. — 539 с.
- Торкановский В. С., Колесников В. И., Никифорова В. Д. и др. Практикум по курсу «Ценные бумаги»: Учебное пособие для студентов экономических специальностей вузов / под ред. Колесникова В. И., Торкановского В. С. — М., 2000. — 298 с. — (6).
- Торкановский В. С., Колесников В. И., Тарасевич В. С. и др. Ценные бумаги: Учебник для экономических специальностей вузов / под ред. Колесникова В. С., Торкановского В. С. — 2-е издание переработано и дополнено. — М., 2002. — 445 с. — (1).
- Торкановский В. С., Тарасевич Л. С., Белоглазова Г. Н. и др. Рынок ценных бумаг и его финансовые институты: Учебное пособие для студентов экономических вузов и коммерческих школ / под ред. Торкановского В. С. — СПб.: Санкт-петербургский университет экономики и финансов, 1994. — 422 с.
- Торкановский В. С. Вопросы экономики
- Торкановский В. С. Мировая экономика и международные отношения.
- Торкановский В. С. Экономические науки.
- Торкановский В. С. Финансы СССР.